# Azzedine Doukha
Azzedine Doukha (arabisch عز الدين دوخة, DMG ʿIzz ad-Dīn Dūḫa; * 5. August 1986 in Chettia) ist ein ehemaliger algerischer Fußballspieler, der auf der Position des Torwarts spielte und zwischen 2011 und 2021 in der algerischen Nationalelf aktiv war.

## Sportlicher Werdegang

### Vereinskarriere
Azzedine Doukha wurde in der algerischen Kleinstadt Chettia nahe Chlef geboren und stammt aus der Jugendabteilung von ASO Chlef, wo er zwischen seinem 18. und 20. Lebensjahr als Ersatztorwart fungierte.
Nachdem er über diese Rolle nicht hinauskam, wechselte er in die zweite Liga zu JSM Tiaret, wo er kurz darauf an MO Béjaïa weiter verliehen wurde. Dort konnte er sich erstmals als Stammtorwart etablieren, weshalb er sich im Sommer 2007 fest an den Verein band. Nach zwei Stationen in der zweithöchsten Spielklasse Algerien wurde er 2008 vom Hauptstadtverein MC Algier verpflichtet, wo er erneut eineinhalb Jahre nur als Ersatz fungierte.
Im August 2009 wurden portugiesische Scouts auf das Talent des damals 23-Jährigen aufmerksam. Kurz darauf trat er in Verhandlungen mit dem portugiesischen Erstligisten Vitória Setúbal, welche allerdings nicht in einem Transfer mündeten.
Doukha verweilte jedoch für einige Monate in Portugal und nahm an individuellen Trainingsprogrammen teil.
Im Januar 2010 schloss er sich dem Stadtrivalen USM El Harrach an, wo er einen Vertrag bis Juli 2014 besaß.
Mit dem Verein konnte er in der Saison 2010/11 den Einzug ins Finale des algerischen Pokals feiern, in dem man sich gegen JS Kabylie geschlagen geben musste. Nachdem er im Sommer 2012 zum Kapitän der Mannschaft ernannt worden war, trug er in der Saison 2012/13 mit elf Spielen ohne Gegentor maßgeblich zum Gewinn der Vize-Meisterschaft seines Vereines bei.
Stattdessen unterschrieb Doukha im Mai 2014 einen 2-Jahres-Vertrag beim algerischen Rekordmeister JS Kabylie.
Nach zwei Jahren in der Kabylei kehrte er im Juli 2016 in die Hauptstadt Algier zurück und unterschrieb bei NA Hussein Dey einen Zwei-Jahres-Vertrag.
Am 29. Juni 2017, nach bereits gut einem Jahr, wurde Doukhas Vertrag einvernehmlich aufgelöst und sein Wechsel nach Saudi-Arabien zum dortigen Erstliga-Aufsteiger Ohod Al-Medina bekanntgegeben.
Zwischen 2004 und 2017 absolvierte er 184 Erstliga-Partien in Algerien.
Nach der Saison 2020/21 wechselte er wieder zurück zur JS Kabylie.
Seine letzte Saison als Profi verbrachte er in der Spielzeit 2022/23 bei CR Belouizdad, wo er als Ersatztorhüter am Gewinn der algerischen Meisterschaft 2023 beteiligt war. Anfang September 2023 verkündete Azzedine Doukha das Ende seiner aktiven Spielerkarriere.

## Karriere

### Nationalmannschaft
Im Mai 2011 wurde er im Rahmen eines Qualifikationsspiels für den Afrika-Cup 2012 gegen Marokko erstmals in den Kader der algerischen Nationalmannschaft berufen. Bereits kurz darauf konnte er sich zum ständigen Vertreter des damaligen Stammtorwarts Raïs M’Bolhi avancieren. Sein erstes Länderspiel absolvierte er am 12. November 2011 in einem Freundschaftsspiel gegen Tunesien, als er zur zweiten Halbzeit eingewechselt wurde und ohne dabei ohne Gegentor blieb. Er gehörte zum Aufgebot für die Afrikameisterschaft 2013, wo er allerdings nicht zum Einsatz kam. Im Mai 2014 wurde er in das vorläufige Aufgebot für die Fußballweltmeisterschaft 2014 berufen, erhielt letztendlich jedoch keine Berufung in den finalen Kader.
Nachdem er ab Oktober 2014 wieder zum ständigen Aufgebot der Nationalmannschaft gehört hatte, absolvierte er am 19. November desselben Jahres sein erstes Pflichtländerspiel im Afrika-Cup-Qualifikationsspiel gegen Mali.
In der Folge wurde er in den finalen Kader der Fennecs für den Afrika-Cup 2015 berufen, bei dem er sich jedoch abermals seinem Konkurrenten Raïs M’Bolhi geschlagen geben musste und als Ersatztorwart fungierte.
Durch die mangelnde Spielpraxis M’Bolhis im Verein änderte sich die Rolle Doukhas im März 2015 allerdings, als ersterer nicht nominiert wurde und Doukha die beiden Freundschaftsspiele gegen Katar und den Oman bestreiten durfte. Nach einer erneuten Nichtnominierung M’Bolhis im Juni 2015 wurde Doukha von Nationaltrainer Christian Gourcuff vorläufig zur „Nummer Eins“ im Tor der Algerier erklärt. Diesen Status verlor er allerdings bereits im November 2015 wieder und wurde im März 2016 letztmals in die Nationalmannschaft berufen. Von Gourcuffs Nachfolgern wurde Doukha in der Folge nicht mehr berücksichtigt.
Erst im September 2018 wurde Doukha unter Djamel Belmadi wieder für die Nationalmannschaft nominiert und erlangte erneut den Status des Stellvertreters von M’Bolhi.
Mit der Nationalmannschaft gewann Doukha den Afrika-Cup 2019, wobei er allerdings nicht zum Einsatz kam.
In der Folge fungierte er bis Juni 2021 weiter regelmäßig als Ersatztorwart. Sein letztes Länderspiel absolvierte er am 10. Oktober 2019 im Freundschaftsspiel gegen die Demokratische Republik Kongo (1:1).